# Waldemar Solar
Waldemar Solar (1924, Vídeň – 2011, Ústí nad Labem) byl za druhé světové války členem SS. Podařilo se mu načas proklouznout, a dokonce se stal tlumočníkem sovětské armády. Nakonec vstoupil do komunistické strany a dotáhl to až na krajského tajemníka KSČ. Na konci 40. let se jeho působení v jednotkách SS provalilo a při pokusu o emigraci do Rakouska byl zajat a uvězněn. Díky řadě pokusů o útěk z vězení Valdice byl uvězněn déle než 20 let, aby byl na konci 60. let na základě žádosti Červeného kříže propuštěn do SRN coby poslední válečný zajatec na území ČSSR. Na základě života Waldemara Solara vznikl román Mluviti pravdu českého spisovatele Josefa Formánka.